# 한국화훼생산자협의회
한국화훼생산자협의회(Korean Floricultural Producers Council)는 자조금의 조성 및 운영 등을 통한 화훼의 자율적 수급조절 및 판매 촉진을 도모할 목적으로 2003년 6월 16일 설립된 대한민국 농림수산식품부 소관의 사단법인이다. 사무실은 경기도 고양시 일산서구 대화동 2324에 있다.

## 주요 사업
- 자조금 조성 등을 통한 화훼의 수급조절 및 판매촉진 홍보
- 화훼의 판로확대 및 신규시장 개척을 위한 국내외 시장조사
- 유통협약 및 유통명령이 행한 경비의 지출
- 출하조절 등 화훼의 수급안정을 위하여 필요한 사업 등